# Старая Вителевка
Старая Вителевка — упразднённая деревня в Барышском районе Ульяновской области России. Входила в состав Ляховского сельского поселения.

## География
Деревня находится в западной части Ульяновской области, в лесостепной зоне, в пределах Приволжской возвышенности, на левом берегу реки Мурка, на расстоянии примерно 6 километров (по прямой) к востоку от села Беликово.

## История
В 1913 в русское село Вителевка Карсунского уезда Симбирской губернии, было 44 двора, земская школа
Исключена из учётных данных в 2002 году постановлением заксобрания Ульяновской области от 10.12.2002 г. № 066-ЗО

## Население
В 1913 году в деревне проживал 201 человек. С 1996 года постоянное население отсутствовало